# Alfonso Humana
Alfonso Humana. (Azanón (Guadalajara), gener de 1756 – Conca, 7 de novembre, 1804), fou un compositor i organista espanyol.

## Biografia
El maig de 1767 va ingressar, com a infant de cor, al col·legi Sant Josep de la catedral de Conca, romanent-hi fins al 1772. Ell 1777 es va presentar, encara sense comptar amb l'edat mínima exigida i competint amb vuit o nou candidats més, de les oposicions. Aquestes oposicions van ser guanyades per Josep Ferrer i Beltran, quedant Humana en tercer lloc (21 d'abril de 1777).
El 1782 es quan es va alçar amb el nomenament d'organista 2n, substituint José Antonio Barrera, gaudint d'un salari anual de 4.200 reals. Les mateixes actes capitulars informen que el 20 d'abril de 1792 se li va concedir el dret de cobrir, directament i sense oposició prèvia, el lloc d'organista 1r, càrrec que aleshores exercia Juan Manuel del Barrio, en el moment que quedés vacant. El 9 de gener de 1795, després de la mort de del Barrio (24 de desembre de 1794), va ser nomenat com a tal organista 1r amb efecte del 25 de desembre de 1794. Al lloc d'organista 2n el va substituir, el 20 d'abril de 1795, Fernando Gil de Úbeda. El 30 de juny de 1797 el Cabildo li va encarregar, davant d'una absència prolongada de l'organista titular, l'exercici de les tasques del mateix.
El març del 1803 va patir un fort atac de reumatisme que el va obligar a mantenir-se allunyat de la catedral per algun temps. Al llarg d'aquests anys van ser nombroses les ocasions en què Humana va manifestar al Cabildo la seva precària situació econòmica. La següent notícia que les actes capitulars ofereixen sobre ell cal datar-la el 16 de juliol de 1604, quan Pedro José Blanco Castro, organista 2n de la catedral de Conca, va sol·licitar ser nomenat organista 1r en haver quedat vacant aquesta plaça per mort d'Humana. En el moment de la seva mort, que es pot datar l'11 de juliol de 1804, Humana cobrava 5.500 reals anuals. El 23 de juliol de 1804 Blanco era nomenat organista 1r. Per una obra que es troba a la catedral d'Oriola (Alacant), es pot deduir que es va presentar, a la catedral esmentada, a les oposicions d'organista 2n, encara que aquest aspecte està sense aclarir.

## Obres
- Dixit Dominus¡¡, 5 voces, El Escorial (Madrid), Monestir d'El Escorial
- Lamentación segunda del Miércoles Santo, Catedral de Conca
- Lauda Jerusalem, 1784, El Escorial (Madrid), Monestir d'El Escorial
- Laetatus sum, 1784, El Escorial (Madrid), Monestir d'El Escorial
- Magnificat, 1784, El Escorial (Madrid), Monestir d'El Escorial
- O salutaris, 1791, Catedral de Conca
- Panis Angelicus, 1794-1796, Catedral de Conca
- Paso [...] para cuando hizo la oposición de Organista 2.º, Catedral de Oriola (Alacant)
- Responsori segon de Nadal, Catedral de Conca.